# Parameiropsis neptuni
Parameiropsis neptuni is een eenoogkreeftjessoort uit de familie van de Parameiropsidae. De wetenschappelijke naam van de soort is voor het eerst geldig gepubliceerd in 2010 door Corgosinho & Martínez Arbizu.